# Fascellina viridis
Fascellina viridis är en fjärilsart som beskrevs av Moore 1867. Fascellina viridis ingår i släktet Fascellina och familjen mätare. Inga underarter finns listade i Catalogue of Life.